# Lutz Vogel

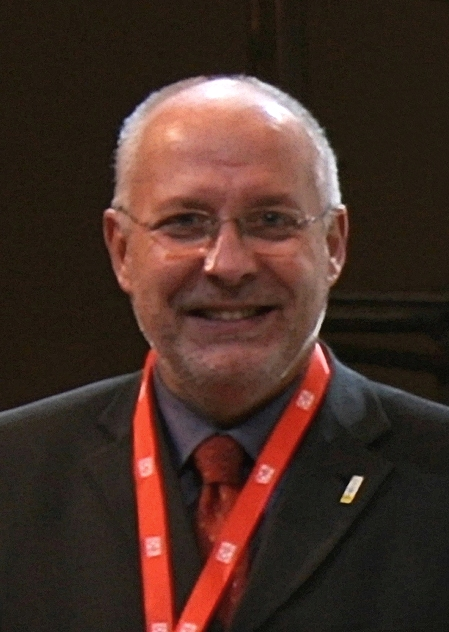
Lutz Vogel, 2006

Lutz Vogel (* 5. April 1949 in Nordhausen) ist ein deutscher parteiloser Kulturpolitiker. Er war 1990 bis 2001 Kulturamtsleiter und Stadtkulturdirektor in Weimar sowie 2001 bis 2008 Erster Bürgermeister in Dresden. Seit 2008 ist er freier Kulturberater.

## Leben
Lutz Vogel besuchte Schulen in Sondershausen, Magdeburg und Oschersleben.
Er studierte Germanistik und Anglistik an der Martin-Luther-Universität Halle-Wittenberg und wurde dort zum Dr. phil. promoviert. Zunächst arbeitete er von 1971 bis 1975 als Lehrer in Weißensee und Berlin, 1977 nach Ableistung des Wehrdienstes bei der NVA wechselte er als Wissenschaftlicher Mitarbeiter an das Institut für klassische deutsche Literatur der Nationalen Forschungs- und Gedenkstätten der klassischen deutschen Literatur in Weimar. 1990 wurde Lutz Vogel zunächst Leiter des Kulturamtes, 1992 bis 2001 Stadtkulturdirektor in Weimar. 2001 bis 2008 war er in Dresden Beigeordneter für Kultur und seit 2002 auf Vorschlag von Oberbürgermeister Ingolf Roßberg dessen Erster Stellvertreter (Amtsbezeichnung: „Erster Bürgermeister“). Von Mai 2006 bis Juli 2008 vertrat er ihn im Amt. Da seine Wiederwahl als Beigeordneter ungewiss war, schied Lutz Vogel 2008 aus dem öffentlichen Dienst aus und betätigt sich seitdem als freier Kulturentwicklungsberater.
Lutz Vogel ist verheiratet und hat zwei Kinder.